# Staphylion
Staphylion es un género de foraminífero bentónico de la superfamilia Komokioidea y del orden Komokiida. Su especie tipo es Staphylion compactum. Su rango cronoestratigráfico abarcaba el Holoceno.

## Discusión
Clasificaciones tradicionales hubiesen incluido Staphylion en el orden Textulariida o en el orden Astrorhizida. Clasificaciones más modernas incluirían Staphylion en el suborden Astrorhizina del orden Astrorhizida.

## Clasificación
Staphylion incluye a la siguiente especie:
- Staphylion compactum